# Stratone di Sardi
Stratone di Sardi (in greco antico: Στράτων?, Stràton; Sardi, inizio II secolo d.C. – ...) è stato un poeta greco antico della città lidia di Sardi.

## Biografia
I dati biografici di Stratone si riducono a poco o nulla. Si pensa che sia vissuto durante l'epoca dell'imperatore Adriano, sulla base di una poesia da lui scritta sul dotto Artemidoro Capitone, un contemporaneo appunto di Adriano.
 
Stratone è, altresì, menzionato da Diogene Laerzio, all'inizio del secolo III d.C.

## Musa paedica
Stratone è celebre per avere messo insieme un'antologia di epigrammi d'amore omosessuale, chiamata Μοῦσα παιδική (Mousa paidikế, ossia "La Musa dei ragazzi").
Essa conteneva tanto epigrammi sia di sua produzione, sia di altri poeti greci ed ellenistici (Alceo di Mitilene, Callimaco di Cirene, Meleagro di Gadara o  Dioscoride), accomunati dal tema.
Di questa raccolta ci sono stati tramandati 258 epigrammi, dei quali 94 dello stesso Stratone, di qualità non eccelsa, ondeggianti tra mimesi dei grandi modelli e scurrilità. Un esempio dello stile stratoniano:
ho visto oggi un ragazzo a intrecciare
 
fiori e corimbi. E non vi passai

senza ferite. Ché, fermatomi,
 
gli chiesi, un po' svagato: "Quanto vuoi,
 
tu, dimmi, per la tua ghirlanda?".
 
Quello si fece rosso più dei fiori

e subito rispose a occhi bassi:

"Su, allontanati, non farti scorger
 
da mio padre!". Comprai, così, per scusa,

una corona e, giunto a casa mia,

incoronai gli dei,e poi pregai

perché avessi quel gran bel ragazzo.»
(Stratone, AP, XII 8)
In seguito, al 900 d.C. uno studioso bizantino, Costantino Cefala, redasse un compendio che fondeva diverse antologie poetiche greche, tra le quali anche la Mousa paidiké, per realizzare una collezione completa di epigrammi. In realtà, comunque, non è sicuro se la raccolta stratoniana sia stata da lui inglobata nella sua interezza o se egli ne abbia fatto una selezione, né se Cefala mantenesse l'ordine dell'antologia originaria. Comunque sia, gli epigrammi della Mousa paidikè confluirono come detto in questa collezione, condividendone da quel momento la sorte successiva, mentre il testo originale della Mousa stesso è andato perduto.
La maggior parte di quello che conosciamo del lavoro di Stratone deriva però da un manoscritto copiato intorno al 980, che conservava molte delle poesie della precedente antologia di Cefala. Il manoscritto venne scoperto nella biblioteca dei Conti Palatini ad Heidelberg nel 1606 o 1607, da un giovane studioso in visita di nome Claudius Salmasius. Non vi è alcun documento che chiarisca come sia arrivato lì, ma probabilmente vi fu portato da uno studioso italiano in visita; intorno alla metà del Cinquecento lo studioso e antiquario romano Fulvio Orsini (1529-1600) aveva visto e menzionato tale manoscritto, allora in possesso di un certo Angelo Colloti.
Le poesie riscoperte nella versione palatina vennero copiate da Salmasius e cominciarono a circolare clandestinamente con il nome di Anthologia Inedita. La copia di Salmasius venne pubblicata più tardi: la prima volta nel 1776, quando Richard François Philippe Brunck la incluse nei suoi Analecta; poi l'intera Antologia Palatina venne pubblicata da F. Jacobs come Anthologia Graeca. I resti della Mousa Paidiké di Stratone divennero definitivamente, nell'edizione critica di Jacobs, il libro XII, nel quale è raccolta la massima parte degli epigrammi a soggetto omosessuale della raccolta.

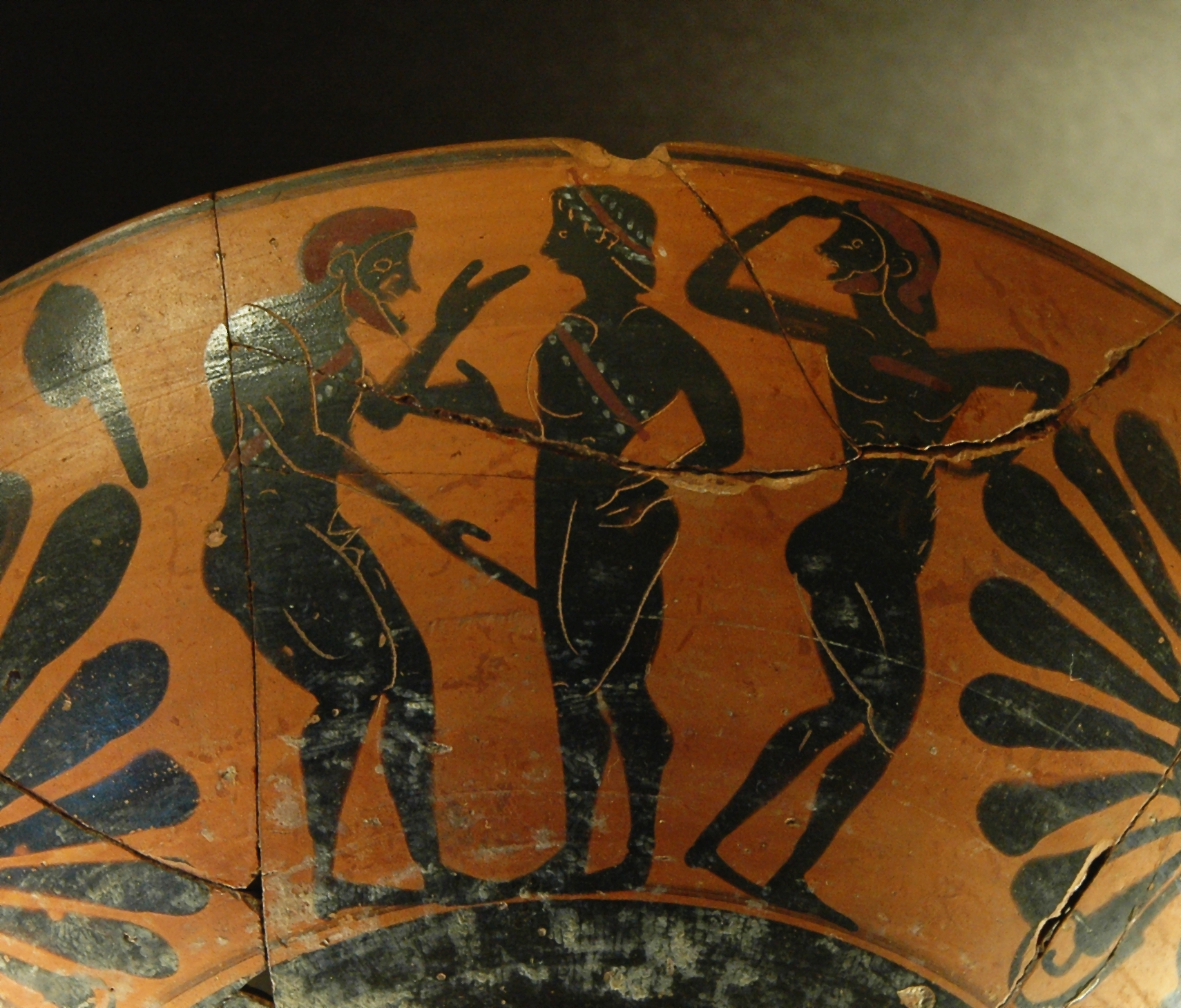
Corteggiamento omosessuale. Vaso greco, ca. 530/520 a.C.

A causa della scabrosità della materia, fino alla metà del ventesimo secolo il lavoro di Stratone non beneficiò di traduzioni a parte quelle in latino, venne pubblicato in forme censurate oppure venne tradotto solamente per edizioni strettamente private. Queste traduzioni andarono a costituire il nocciolo greco delle autorevoli antologie di poesia omosessuale come la Lieblingsminne und Freundesliebe in der Weltliteratur di Elisar von Kupffer e lo Iolaus di Edward Carpenter. Nuove traduzioni del libro XII di Stratone vennero più tardi pubblicate da poeti come Salvatore Quasimodo (parzialmente) e  Roger Peyrefitte (completa).